# Шарни ле Башо
Шарни ле Башо (фр. Charny-le-Bachot) насеље је и општина у североисточној Француској у региону Шампањ-Арден, у департману Об која припада префектури Ножан сир Сен.
По подацима из 2011. године у општини је живело 225 становника, а густина насељености је износила 16,5 становника/km². Општина се простире на површини од 13,64 km². Налази се на средњој надморској висини од 85 метара (максималној 117 m, а минималној 76 m).

## Демографија
| 1962. | 1968. | 1975. | 1982. | 1990. | 1999. | 2011. |
| ----- | ----- | ----- | ----- | ----- | ----- | ----- |
| 176   | 177   | 153   | 169   | 161   | 173   | 225   |

График промене броја становника у току последњих година